# Løgmanssteypið 2010
La Løgmanssteypið 2010 è stata la 56ª edizione della coppa nazionale delle Fær Øer disputata tra il 20 marzo e il 6 agosto 2010 e conclusa con la vittoria del EB/Streymur, al suo terzo titolo.

## Turno preliminare
| Squadra 1        | Risultato | Squadra 2      |
| ---------------- | --------- | -------------- |
| Royn Hvalba      | 1–2       | FC Hoyvík      |
| MB Miðvágur      | 0–2       | Skála IF       |
| FF Giza Tórshavn | 1–2       | Undri Tórshavn |

## Primo turno
Disputate tra il 27 marzo e il 21 aprile 2010
| Squadra 1      | Risultato | Squadra 2       |
| -------------- | --------- | --------------- |
| HB Tórshavn    | 0–1       | B36 Tórshavn    |
| Undri Tórshavn | 0–1       | ÍF Fuglafjørður |
| AB Argir       | 2–0 (dts) | KÍ Klaksvík     |
| B71 Sandoy     | 2–4 (dts) | Víkingur Gøta   |
| EB/Streymur    | 1–0 (dts) | NSÍ Runavík     |
| B68 Toftir     | 3–0       | 07 Vestur       |
| FC Hoyvík      | 2–0       | TB Tvøroyri     |
| FC Suðuroy     | 6–1       | Skála IF        |

## Quarti
25 aprile.
| Squadra 1       | Risultato           | Squadra 2    |
| --------------- | ------------------- | ------------ |
| FC Hoyvík       | 1–7                 | B36 Tórshavn |
| FC Suðuroy      | 1–4                 | EB/Streymur  |
| ÍF Fuglafjørður | 3–2 (dts)           | B68 Toftir   |
| Víkingur Gøta   | 1–1 (dts) (rig) 4–3 | AB Argir     |

## Semifinali
Disputate tra il 20 maggio e l'8 giugno
| Squadra 1       | Totale | Squadra 2     | Andata | Ritorno |
| --------------- | ------ | ------------- | ------ | ------- |
| B36 Tórshavn    | 2–3    | EB/Streymur   | 2–1    | 0–2     |
| ÍF Fuglafjørður | 4–2    | Víkingur Gøta | 1–2    | 3–0     |

## Finale
| Klaksvík 6 agosto 2010, ore 12:00 GMT           | EB/Streymur | 1 – 0 | ÍF Fuglafjørður | Injector Arena |
| \| \| \| \| \| S. Anghel 25’ \| Marcatori \| \| |             |       |                 |                |
|                                                 |             |       |                 |                |
| S. Anghel 25’                                   | Marcatori   |       |                 |                |